# Semaeopus
Semaeopus là một chi bướm đêm thuộc họ Geometridae.

## Các loài
- Semaeopus absconditaria
- Semaeopus albidiscata
- Semaeopus albipunctulata
- Semaeopus alicia
- Semaeopus ambagifera
- Semaeopus anfractata
- Semaeopus anomala
- Semaeopus argocosma
- Semaeopus ascia
- Semaeopus asymphora
- Semaeopus atridiscata
- Semaeopus atrisignata
- Semaeopus aurantirufa
- Semaeopus bimacula
- Semaeopus bobaria
- Semaeopus boweri
- Semaeopus böttgeri
- Semaeopus calavera
- Semaeopus callichroa
- Semaeopus canidiscata
- Semaeopus cantona
- Semaeopus caparonensis
- Semaeopus carnearia
- Semaeopus castaria
- Semaeopus catamompha
- Semaeopus cervina
- Semaeopus ciliata
- Semaeopus citrina
- Semaeopus clotho
- Semaeopus commaculata
- Semaeopus concatenans
- Semaeopus concinnata
- Semaeopus concomitans
- Semaeopus concomitata
- Semaeopus consobrinata
- Semaeopus crassidiscaria
- Semaeopus crinita
- Semaeopus curta
- Semaeopus decalvaria
- Semaeopus decorata
- Semaeopus deflexa
- Semaeopus dentilinea
- Semaeopus didymitoca
- Semaeopus directilinea
- Semaeopus discopunctaria
- Semaeopus discors
- Semaeopus discosa
- Semaeopus distans
- Semaeopus dominicana
- Semaeopus dorsiornata
- Semaeopus dudisca
- Semaeopus duplicata
- Semaeopus ella
- Semaeopus ellatina
- Semaeopus emaculata
- Semaeopus enodiflexa
- Semaeopus ephippiata
- Semaeopus erastus
- Semaeopus errabunda
- Semaeopus eublemmaria
- Semaeopus euthyoria
- Semaeopus exquisitata
- Semaeopus exypna
- Semaeopus fassli
- Semaeopus filiferata
- Semaeopus fissaria
- Semaeopus flavicans
- Semaeopus flavida
- Semaeopus florera
- Semaeopus fulvescens
- Semaeopus fuscicosta
- Semaeopus fuscidiscaria
- Semaeopus fuscifrons
- Semaeopus fusilinea
- Semaeopus geminilinea
- Semaeopus gracilata
- Semaeopus griseomaculata
- Semaeopus hepaticata
- Semaeopus hircaria
- Semaeopus hoffmannsi
- Semaeopus hypoderis
- Semaeopus illimitata
- Semaeopus incolorata
- Semaeopus incurvaria
- Semaeopus indignaria
- Semaeopus inficeta
- Semaeopus irmata
- Semaeopus isotherma
- Semaeopus johannis
- Semaeopus justata
- Semaeopus ladrilla
- Semaeopus lienharti
- Semaeopus luciae
- Semaeopus lunifera
- Semaeopus luridata
- Semaeopus lutea
- Semaeopus maculimargo
- Semaeopus malefidaria
- Semaeopus maleformata
- Semaeopus marginata
- Semaeopus masinissa
- Semaeopus mesembrina
- Semaeopus mesoturbata
- Semaeopus micipsa
- Semaeopus micropis
- Semaeopus miniata
- Semaeopus mira
- Semaeopus mitranaria
- Semaeopus mizteca
- Semaeopus munata
- Semaeopus munda
- Semaeopus naltona
- Semaeopus neximargo
- Semaeopus nigridiscata
- Semaeopus nisa
- Semaeopus nossis
- Semaeopus noverca
- Semaeopus oaxacana
- Semaeopus ochratipennis
- Semaeopus oenopodiata
- Semaeopus offlexa
- Semaeopus olivaceonotata
- Semaeopus orbifera
- Semaeopus orbistigma
- Semaeopus orbona
- Semaeopus osteria
- Semaeopus palliata
- Semaeopus pallida
- Semaeopus parvidiscata
- Semaeopus paulena
- Semaeopus peplumaria
- Semaeopus perfusaria
- Semaeopus perinquinata
- Semaeopus perletaria
- Semaeopus permanata
- Semaeopus perpolitaria
- Semaeopus perspectaria
- Semaeopus perstrigata
- Semaeopus pertumna
- Semaeopus plenorbis
- Semaeopus plerta
- Semaeopus plumbeostrota
- Semaeopus potens
- Semaeopus prasinotribes
- Semaeopus preptocycla
- Semaeopus punctigera
- Semaeopus punctulifera
- Semaeopus purpurea
- Semaeopus purpureoplaga
- Semaeopus pustulata
- Semaeopus redundata
- Semaeopus retributa
- Semaeopus roseigera
- Semaeopus rubella
- Semaeopus rubellula
- Semaeopus rubida
- Semaeopus rubripuncta
- Semaeopus rufimedia
- Semaeopus sabuloides
- Semaeopus scriptilinea
- Semaeopus scripturata
- Semaeopus semibrunnea
- Semaeopus semicaeca
- Semaeopus serrilinearia
- Semaeopus sigillata
- Semaeopus signifer
- Semaeopus simplex
- Semaeopus simplicilinea
- Semaeopus smithi
- Semaeopus solitaria
- Semaeopus sticticata
- Semaeopus subfuscata
- Semaeopus subrosea
- Semaeopus subrubra
- Semaeopus subrugosa
- Semaeopus subtincta
- Semaeopus subtranslucens
- Semaeopus syssema
- Semaeopus tepidata
- Semaeopus tergilinea
- Semaeopus tertullus
- Semaeopus testacea
- Semaeopus tetrasticta
- Semaeopus todillaria
- Semaeopus tropaea
- Semaeopus trophinus
- Semaeopus trygodata
- Semaeopus vacuata
- Semaeopus varia
- Semaeopus watkinsi
- Semaeopus verbena
- Semaeopus vestita
- Semaeopus vigoraria
- Semaeopus vincentii
- Semaeopus vinodiscata
- Semaeopus viridiplaga
- Semaeopus viridipunctata
- Semaeopus vivata
- Semaeopus vizaria
- Semaeopus zova